# Mat (film fra 1989)
 For alternative betydninger, se Mat. (Se også artikler, som begynder med Mat)
Mat (russisk: Мать) er en sovjetisk-italiensk spillefilm fra 1989 af Gleb Panfilov.

## Medvirkende
- Inna Churikova som Pelageja Vlasova
- Viktor Rakov som Pavel Vlasov
- Aleksandr Shishonok
- Liubomiras Lauciavicius som Mikhail Vlasov
- Aleksandr Karin som Andrej Nakhodka